# Condado de Shelby (Kentucky)
O Condado de Shelby é um dos 120 condados do Estado americano de Kentucky. A sede do condado é Shelbyville, e sua maior cidade é Shelbyville. O condado possui uma área de 999 km² (dos quais 4 km² estão cobertos por água), uma população de 33 337 habitantes, e uma densidade populacional de 34 hab/km² (segundo o censo nacional de 2000). O condado foi fundado em 1792. O condado proíbe a venda de bebidas alcoólicas.